# Cratere Urvara
Urvara  è un cratere sulla superficie di Cerere.